# Kinzang Dorji
Kinzang Dorji (19 de fevereiro de 1951) foi um Primeiro Ministro do Reino do Butão, esteve no poder de 14 de Agosto de 2002 até 30 de Agosto de 2003. Foi seguido no cargo por Jigme Thinley (2ª vez), que depois foi seguido no cargo por Yeshey Zimba (também pela 2ª vez). Foi novamente eleito em 3 de Agosto de 2007 e serviu até 9 de abril de 2008.